# Chloe East
Chloe East, född 16 februari 2001 i Kalifornien, är en amerikansk skådespelare.
East har bland annat medverkat i TV-serien Generation från 2021. Hon har även medverkat i filmerna The Wolf of Snow Hollow från 2020 och The Fabelmans från 2022.

## Filmografi (i urval)
- 2020 – The Wolf of Snow Hollow
- 2021 – Generation (TV-serie)
- 2022 – The Fabelmans
- 2024 – Heretic
- 2024 – Dune: Prophecy (TV-serie)
- 2025 – A Big Bold Beautiful Journey